# Атака Дёркина
Ата́ка Дёркина (также известен как атака Дуркина) — шахматный дебют, начинающийся ходом 1. Кb1-a3. Относится к фланговым началам.
На Западе данное начало получило альтернативное название — «натриевая атака», так как в английском языке нотация хода Na3 напоминает химическую формулу натрия Na.

## История
Дебют назван по имени американского шахматиста-любителя Роберта Дёркина (1923—2014), регулярно применявшего ход 1. Кb1-a3 в своих партиях. В 1959 году он опубликовал брошюру, посвящённую этому началу. Дебют, однако, широкого распространения не получил и в современной шахматной практике встречается редко.

## Идеи дебюта
Современная теория считает атаку Дёркина «неправильным» началом, так как первый ход белых слабо способствует развитию, при этом конь на поле a3 расположен пассивно. В дальнейшем имеются следующие варианты игры:
1. Белые стремятся перебросить коня на поле c4, где он будет стоять более активно, чем после естественного хода Кb1-c3. Данная идея, однако, связана с потерей темпа.
2. Белые побуждают соперника разменять слона f8 на коня a3, с тем чтобы получить преимущество двух слонов, которое будет реализовано в миттельшпиле и/или эндшпиле. Недостаток этого варианта — образование сдвоенных пешек по линии a. Если чёрные не желают разменивать слона, у белых имеется возможность перебросить коня в центр одним из следующих способов: Ка3-Кс4-Ке3, Кa3-Кc2-Кe3 (Кd4) или Кa3-Кb5-Кd4.
3. Белые устанавливают контроль над полем c4. В случае продолжения 1. …d7-d5 белые имеют возможность атаковать центр путём 2. c2-c4, имея поддержку со стороны коня.
Помимо этого, будучи малоисследованным шахматным началом, атака Дёркина сводит игру к нестандартным позициям, которые могут быть не знакомы сопернику, что может увеличить шансы белых на успех.

## Варианты

### Продолжение 1. …e7-e5
- 2. b2-b3 — белые не желают портить пешечную структуру при размене чёрного слона на коня. В дальнейшем возможна расстановка фигур по схеме b3-e3-Сb2-Сe2 с последующей атакой центра путём c2-c4. В перспективе конь a3 может быть переведён через поле c2 на d4 или e3.
- 2. Кa3-c4 — белые атакуют чёрную пешку.
  - 2. …d7-d6? — чёрные защищают пешку, однако «запирают» слона f8.
  - 2. …Кb8-c6 3. e2-e4
    - 3. …Сf8-c5 4. Кc4:e5!
      - 4. …Кc6:e5 5. d2-d4 — с атакой у белых.
      - 4. …Кg8-f6! 5. Кe5:c6 d7:c6 6. f2-f3 0—0 либо 6. …Кf6-h5 — с возможностями атаки у чёрных.

    - 3. …Кg8-f6 — оптимальное продолжение для чёрных.
      - 4. d2-d3 d7-d5 5. e4:d5 Кf6:d5 6. Кg1-f3 f7-f6 7. g2-g3 — с небольшим преимуществом у черных.
      - 4. Кg1-f3? Кf6:e4
        - 5. d2-d3 Сf8-b4+ 6. c2-c3 Кe4:c3 7. b2:c3 Сb4:c3+ 8. Сc1-d2 Сc3:a1 — с преимуществом у чёрных.
        - 5. Кf3:e5 Сf8-c5 6. Кe5-d3 Сc5-e7 7. Кd3-f4 d7-d5 8. Кc4-e3 d5-d4 9. Кe3-d5 — с преимуществом у чёрных.

### Другие продолжения
- 1. …d7-d5 2. c2-c4 — белые атакуют центр чёрных при поддержке коня на a3.
- 1. …Кg8-f6

## Примерная партия
Дёркин — Стейнер, 1957
1. Кb1-a3 e7-e5 2. Кa3-c4 Кb8-c6 3. e2-e4 Кg8-f6 4. d2-d3 Сf8-c5 5. Сc1-e3 Сc5:e3 6. f2:e3 d7-d6 7. Кg1-f3 Сc8-e6 8. b2-b3 b7-b5 9. Кc4-d2 Кf6-g4 10. Фd1-e2 Кc6-b4 11. Крe1-d1 a7-a6 12. h2-h3 Кg4-f6 13. c2-c3 Кb4-c6 14. g2-g4 Фd8-e7 15. Сf1-g2 Лa8-d8 16. d3-d4 e5:d4 17. e3:d4 Сe6-d7 18. Крd1-c2 Кf6-d5 19. Лa1-e1 Кd5-f4 20. Фe2-f2 Кf4:g2 21. Фf2:g2 0—0 22. h3-h4 Лd8-e8 23. h4-h5 Кc6-d8 24. Кf3-h4 Фe7-g5 25. Кh4-f5 Кd8-e6 26. Кd2-f3 Фg5-f4 27. Лh1-f1 g7-g6 28. Кf3-e5 g6-g5 29. Лf1:f4 Кe6:f4 30. Фg2-f3 d6:e5 31. d4:e5 1-0.